# 브로츠와프 멀티미디어 분수

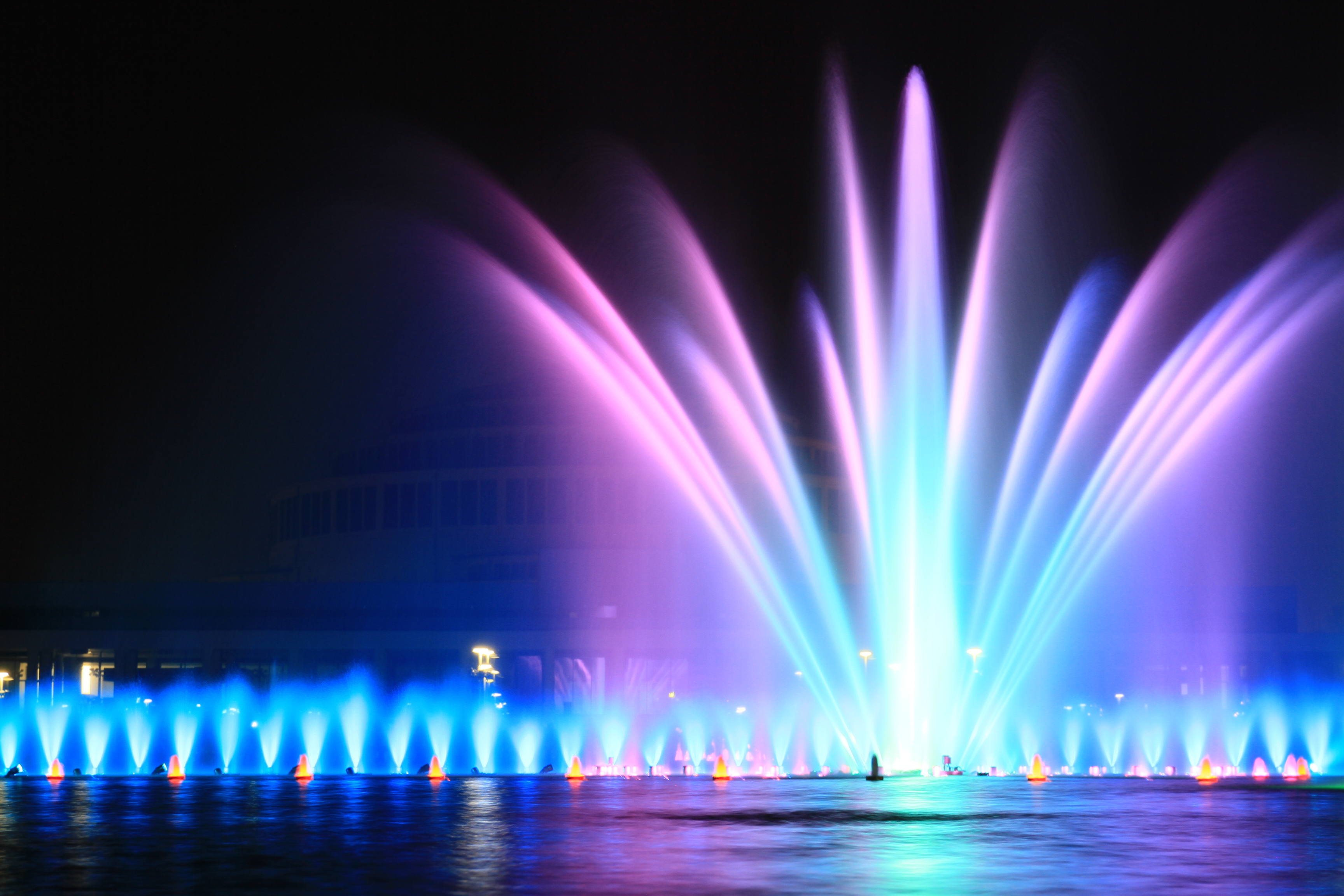
브로츠와프 멀티미디어 분수

브로츠와프 멀티미디어 분수(폴란드어: Fontanna Multimedialna Wrocław)은 폴란드 돌니실롱스크주 브로츠와프에 있는 음악 분수이자 장식용 연못이다. 분수는 4월 마지막 주말 또는 5월 첫 주말부터 10월 말까지 운영된다. 브로츠와프 전시장 내에 위치하고 있으며, 백주년관 옆에 있다.
2009년에 건설되었으며, 현재 유럽에서 운영되고 있는 분수 중 가장 큰 규모의 분수 중 하나다.